# IBook
iBook — модельный ряд портативных компьютеров Apple на базе процессоров PowerPC, выпускавшаяся c 1999 года и заменённая на MacBook x86 в 2006-м. Линейка была ориентирована на рынок начального уровня и на образовательные учреждения, а ее технические характеристики и цена были ниже, чем у PowerBook, линейки ноутбуков Apple более высокого класса. Это был первый продукт для массового потребителя, предлагавший подключение к сети Wi-Fi, который затем был представлен компанией под брендом AirPort.
За время своего существования iBook имел три различных дизайна. Первый, известный как "Clamshell", был вдохновлен дизайном линейки настольных компьютеров iMac. Два года спустя второе поколение отказалось от оригинального форм-фактора в пользу более традиционного прямоугольного дизайна. В октябре 2003 года было представлено третье поколение (iBook G4 "Snow"), в котором был добавлен чип PowerPC G4, USB 2.0 и DVD-привод с щелевой загрузкой. Ноутбуки линейки iBook были очень популярны в сфере образования.
Apple заменила линейку iBook на MacBook в мае 2006 года во время перехода Mac на процессоры Intel.

## iBook G3 ("Clamshell")

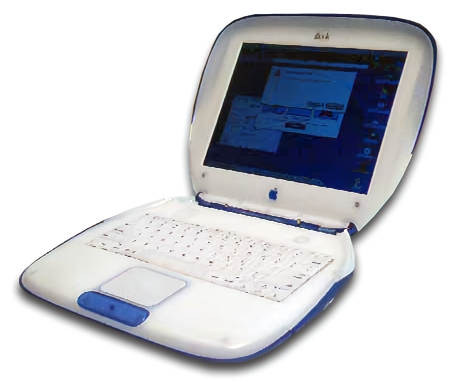
Оригинальный iBook в цвете "Indigo".

21 июля 1999 года Стив Джобс представил впервые iBook G3 во время конференции Macworld Expo в Нью-Йорке. Компьютер был представлен, как изящное, недорогое устройство для школьников, студентов и частных пользователей.
Он был изначально представлен в двух цветах: рыжий (англ. Tangerine) и голубой (англ. Blueberry) и предлагал необычный и инновационный дизайн, а также хорошие технические характеристики на тот момент. Компания была намерена таким образом выйти из кризиса и укрепить снова свои позиции на рынке.
Главной фразой на рекламе нового устройства была iMac to Go (по аналогии с coffee to go (кофе на вынос, кофе «с собой»)). Изначальная цена устройства на территории США составляла 1599 $, это было на 900$ дешевле, чем модель PowerBook, предназначенная для профессионалов, однако обладающая более скромными функциями.
В iBook были встроены стерео динамики, слот для SD карты, ИК-порт, микрофон, аудио-порт SCSI порт. В 2000 году была выпущена обновлённая модель с FireWire-портом, видеовыходом, DVD-приводом и процессором с тактовой частотой 466 МГц.
iBook G3 заимел коммерческий успех. В линейке постоянно обновлялись процессоры, память, жесткие диски и появлялись новые цвета. Позже были добавлены FireWire и видеовыход. В мае 2001 года выпуск этого поколения был прекращен в пользу новых iBook G3 Dual USB.

### Модельный ряд
| Компонент                         | iBook G3 Clamshell                                                                                                   | iBook G3 Clamshell                                                                             | iBook G3 Clamshell                                                                             |
| Даты выпуска                      | 21 июля 1999 | 16 февраля 2000                                                                                | 13 сентября 2000                                                                               |
| --------------------------------- | --- | ---------------------------------------------------------------------------------------------- | ---------------------------------------------------------------------------------------------- |
| Дисплей                           | 12 TFT с активной матрицей                                                                                           | 12 TFT с активной матрицей                                                                     | 12 TFT с активной матрицей                                                                     |
| Цвета                             | Tangerine и Blueberry                                                                                                | Graphite                                                                                       | Graphite, Indigo, и Key Lime                                                                   |
| Частота системной шины            | 66 МГц | 66 МГц                                                                                         | 66 МГц                                                                                         |
| Процессор                         | 300 МГц или 366 МГц PowerPC G3                                                                                       | 366 МГц PowerPC G3                                                                             | 366 МГц или 466 МГц PowerPC G3                                                                 |
| Оперативная память                | 32 МБ или 64 МБ (запаянная на материнской плате) Может быть расширена до 544 МБ (288 МБ или 320 МБ, по данным Apple) | 64 МБ (запаянная на материнской плате) Может быть расширена до 576 МБ (320 МБ по данным Apple) | 64 МБ (запаянная на материнской плате) Может быть расширена до 576 МБ (320 МБ по данным Apple) |
| Видеокарта                        | ATI Rage Mobility (AGP 2х), 4 МБ SDRAM                                                                               | ATI Rage Mobility (AGP 2х), 4 МБ SDRAM                                                         | ATI Rage Mobility (AGP 2х), 8 МБ SDRAM                                                         |
| Жёсткий диск                      | 3.2 ГБ или 6 ГБ ATA                                                                                                  | 6 ГБ ATA                                                                                       | 10 ГБ ATA                                                                                      |
| AirPort                           | Опционально встроенная плата 802.11b AirPort Card                                                                    | Опционально встроенная плата 802.11b AirPort Card                                              | Опционально встроенная плата 802.11b AirPort Card                                              |
| Оптический привод                 | 24× CD-ROM с лотковой загрузкой                                                                                      | 24× CD-ROM с лотковой загрузкой                                                                | 24× CD-ROM или 4× DVD-ROM с лотковой загрузкой                                                 |
| Порты                             | USB 1.1, 3.5 джек, 10/100 Ethernet                                                                                   | USB 1.1, 3.5 джек, 10/100 Ethernet                                                             | USB 1.1, FireWire 400, 3.5 джек, 10/100 Ethernet                                               |
| Поставляемые операционные системы | Mac OS 8.6 | Mac OS 9.0.2                                                                                   | Mac OS 9.0.4                                                                                   |
| Масса                             | 3,0 кг | 3,0 кг                                                                                         | 3,0 кг                                                                                         |
| Габариты                          | 1,8×13.5×11.6 дюйма                                                                                                  | 1,8×13.5×11.6 дюйма                                                                            | 1,8×13.5×11.6 дюйма                                                                            |

Все отличия между версиями выделены полужирным начертанием.

## iBook G3 Dual USB ("Snow")
Компания представила iBook G3 следующего поколения на пресс-конференции в Купертино, штат Калифорния, 1 мая 2001 года. От прежних ярких расцветок и громоздкого форм-фактора отказались, как и от ручки, конструкции без защелок и дополнительных разъемов питания на нижней поверхности.
В результате он был доступен только в белом цвете, отсюда и название "Snow" (по англ. снег), а его корпус был выполнен из прозрачного поликарбоната. Он был на 30% легче и занимал менее половины объема предыдущей модели, будучи меньше по всем трем измерениям. Несмотря на это, в нем появился дополнительный USB-порт и экран с более высоким разрешением. Apple заявила, что компактный дизайн не принес в жертву долговечность, заявив, что он "в два раза долговечнее" предыдущей модели. Именно эту модель можно увидеть в первой рекламе iPod.
После этого обновления Apple начала использовать полупрозрачные и белые корпуса из поликарбоната в большинстве своих потребительских моделей, таких как iMac и eMac. Не смотря на это, в большинстве профессиональных продуктов Apple использует покрытие из анодированного алюминия.

### Модельный ряд
| Компонент              | iBook G3 Dual USB 12" | iBook G3 Dual USB 12" | iBook G3 Dual USB 12" | iBook G3 Dual USB 12" | iBook G3 Dual USB 12" |
| Дата обновления        | Май 1, 2001 | Октябрь 16, 2001 | Май 20, 2002 | Ноябрь 6, 2002 | Апрель 22, 2003 |
| ---------------------- | --- | --- | --- | --- | --- |
| Дисплей                | 12.1" TFT XGA, с разрешением 1024×768 точек | 12.1" TFT XGA, с разрешением 1024×768 точек | 12.1" TFT XGA, с разрешением 1024×768 точек | 12.1" TFT XGA, с разрешением 1024×768 точек | 12.1" TFT XGA, с разрешением 1024×768 точек |
| Частота шины           | 66 MHz | 66 MHz или 100 MHz | 100 MHz | 100 MHz | 100 MHz |
| Процессор              | 500 MHz PowerPC G3 (750cxe) | 500 MHz or 600 MHz PowerPC G3 (750cxe or 745/755) | 600 MHz or 700 MHz PowerPC G3 (750fx) | 700 MHz or 800 MHz PowerPC G3 (750fx) | 800 MHz or 900 MHz PowerPC G3 (750fx) |
| Кэш                    | 64kb L1, 256kb L2 cache (1:1) | 64kb L1, 256kb L2 cache (1:1) | 64kb L1, 512kb L2 cache (1:1) | 64kb L1, 512kb L2 cache (1:1) | 64kb L1, 512kb L2 cache (1:1) |
| RAM                    | 64MB or 128MB (припаяна к плате) Может быть расширена до 576MB или 640MB) | 128MB (припаяна к плате) Может быть расширена до 640MB | 128MB (припаяна к плате) Может быть расширена до 640MB | 128MB (припаяна к плате) Может быть расширена до 640MB | 128MB (припаяна к плате) Может быть расширена до 640MB |
| Видеокарта             | ATI Rage Mobility 128 (2X AGP) с 8 MB of SDRAM | ATI Rage Mobility 128 (2X AGP) с 8 MB of SDRAM | ATI Mobility Radeon (2X AGP) с 16 MB of SDRAM | ATI Mobility Radeon 7500 (2X AGP) с 16MB (700 MHz) или 32MB (800 MHz) SDRAM | ATI Mobility Radeon 7500 (2X AGP) с 32 MB of SDRAM |
| Жесткий диск           | 10GB ATA HDD | 15GB или 20GB (Опция для модели с 600 MHz) ATA HDD | 20GB или 30GB ATA HDD | 20GB (700 MHz) или 30GB (800 MHz) ATA HDD | 30GB (800 MHz) или 40GB (900 MHz) ATA HDD |
| AirPort                | Опционально Integrated 802.11b AirPort Card | Опционально Integrated 802.11b AirPort Card | Опционально Integrated 802.11b AirPort Card | Опционально Integrated 802.11b AirPort Card | Опционально Integrated 802.11b AirPort Card |
| Оптический привод      | Слот-загрузки CD-ROM или DVD-ROM или CD-RW или DVD-ROM/CD-RW | Слот-загрузки CD-ROM (500Mhz) или DVD-ROM or DVD-ROM/CD-RW (600 MHz) | Слот-загрузки CD-ROM (600Mhz) или DVD-ROM/CD-RW (700 MHz) | Слот-загрузки CD-ROM (700Mhz) или DVD-ROM/CD-RW (800 MHz) | Слот-загрузки CD-ROM (800Mhz) или DVD-ROM/CD-RW (900 MHz) |
| Порты                  | A/V Port поддерживающий VGA, Composite Video и Sound адаптеры. 2x USB 1.1. 1x FireWire 400. 10/100 Ethernet. 56k v.90 modem. Встроенный микрофон и место для замка Kensington. | A/V Port поддерживающий VGA, Composite Video и Sound адаптеры. 2x USB 1.1. 1x FireWire 400. 10/100 Ethernet. 56k v.90 modem. Встроенный микрофон и место для замка Kensington. | Mini VGA поддерживающий VGA, Composite и S-Video адаптеры. 3.5mm Sound out. 2x USB 1.1. 1x FireWire 400. 10/100 Ethernet. 56k v.90 modem. Встроенный микрофон и место для замка Kensington. | Mini VGA поддерживающий VGA, Composite и S-Video адаптеры. 3.5mm Sound out. 2x USB 1.1. 1x FireWire 400. 10/100 Ethernet. 56k v.90 modem. Встроенный микрофон и место для замка Kensington. | Mini VGA поддерживающий VGA, Composite и S-Video адаптеры. 3.5mm Sound out. 2x USB 1.1. 1x FireWire 400. 10/100 Ethernet. 56k v.90 modem. Встроенный микрофон и место для замка Kensington. |
| Поставляемая версия ОС | Mac OS 9.1 | Mac OS 9.2.1 / OS X 10.1 | Mac OS 9.2.2 / OS X 10.1.4 | Mac OS 9.2.2 / OS X 10.2.1 | Mac OS 9.2.2 / OS X 10.2.4 |
| Максимальная версия ОС | Mac OS X 10.4.11 «Tiger» и Mac OS 9.2.2 | Mac OS X 10.4.11 «Tiger» и Mac OS 9.2.2 | Mac OS X 10.4.11 «Tiger» и Mac OS 9.2.2 | Mac OS X 10.4.11 «Tiger» и Mac OS 9.2.2 | Mac OS X 10.4.11 «Tiger» и Mac OS 9.2.2 |
| Вес                    | 4.9 фунтов (2.2 кг) | 4.9 фунтов (2.2 кг) | 4.9 фунтов (2.2 кг) | 4.9 фунтов (2.2 кг) | 4.9 фунтов (2.2 кг) |
| Размеры                | 1.35 x 11.2 x 9.0.6 дюймов (3.4 x 28.5 x 23.0 см) | 1.35 x 11.2 x 9.0.6 дюймов (3.4 x 28.5 x 23.0 см) | 1.35 x 11.2 x 9.0.6 дюймов (3.4 x 28.5 x 23.0 см) | 1.35 x 11.2 x 9.0.6 дюймов (3.4 x 28.5 x 23.0 см) | 1.35 x 11.2 x 9.0.6 дюймов (3.4 x 28.5 x 23.0 см) |

| Компонент              | iBook G3 Dual USB 14" | iBook G3 Dual USB 14" | iBook G3 Dual USB 14" | iBook G3 Dual USB 14" |
| Дата обновления        | January 7, 2002 | May 20, 2002 | November 6, 2002 | April 22, 2003 |
| ---------------------- | --- | --- | --- | --- |
| Дисплей                | 14.1" TFT XGA, с разрешением 1024×768 точек | 14.1" TFT XGA, с разрешением 1024×768 точек | 14.1" TFT XGA, с разрешением 1024×768 точек | 14.1" TFT XGA, с разрешением 1024×768 точек |
| Частота шины           | 100 MHz | 100 MHz | 100 MHz | 100 MHz |
| Процессор              | 600 MHz PowerPC G3 (745/755) | 700 MHz PowerPC G3 (750fx) | 800 MHz PowerPC G3 (750fx) | 900 MHz PowerPC G3 (750fx) |
| Кэш                    | 64kb L1, 256kb L2 cache (1:1) | 64kb L1, 512kb L2 cache (1:1) | 64kb L1, 512kb L2 cache (1:1) | 64kb L1, 512kb L2 cache (1:1) |
| Память                 | 256MB (128MB припаяно к плате) Может быть расширена до 640MB | 256MB (128MB припаяно к плате) Может быть расширена до 640MB | 256MB (128MB припаяно к плате) Может быть расширена до 640MB | 256MB (128MB припаяно к плате) Может быть расширена до 640MB |
| Видеокарта             | ATI Rage Mobility 128 (2X AGP) с 8 MB of SDRAM | ATI Mobility Radeon (2X AGP) с 16 MB of SDRAM | ATI Mobility Radeon 7500 (2X AGP) с 32 MB of SDRAM | ATI Mobility Radeon 7500 (2X AGP) с 32 MB of SDRAM |
| Жесткий диск           | 20GB ATA HDD | 30GB ATA HDD | 30GB ATA HDD | 40GB ATA HDD |
| AirPort                | Опционально Integrated 802.11b AirPort Card | Опционально Integrated 802.11b AirPort Card | Опционально Integrated 802.11b AirPort Card | Опционально Integrated 802.11b AirPort Card |
| Оптический привод      | Слот-загрузки DVD-ROM/CD-RW | Слот-загрузки DVD-ROM/CD-RW | Слот-загрузки DVD-ROM/CD-RW | Слот-загрузки DVD-ROM/CD-RW |
| Порты                  | A/V Port поддерживающий VGA, Composite Video и Sound адаптеры. 2x USB 1.1. 1x FireWire 400. 10/100 Ethernet. 56k v.90 modem. Встроенный микрофон и место для замка Kensington. | Mini VGA поддерживающий VGA, Composite and S-Video адаптеры. 3.5mm Sound out. 2x USB 1.1. 1x FireWire 400. 10/100 Ethernet. 56k v.90 modem. Встроенный микрофон и место для замка Kensington. | Mini VGA поддерживающий VGA, Composite and S-Video адаптеры. 3.5mm Sound out. 2x USB 1.1. 1x FireWire 400. 10/100 Ethernet. 56k v.90 modem. Встроенный микрофон и место для замка Kensington. | Mini VGA поддерживающий VGA, Composite and S-Video адаптеры. 3.5mm Sound out. 2x USB 1.1. 1x FireWire 400. 10/100 Ethernet. 56k v.90 modem. Встроенный микрофон и место для замка Kensington. |
| Поставляемая версия ОС | Mac OS 9.2.1 / OS X 10.1.2 | Mac OS 9.2.2 / OS X 10.1.4 | Mac OS 9.2.2 / OS X 10.2.1 | Mac OS 9.2.2 / OS X 10.2.4 |
| Максимальная версия ОС | Mac OS X 10.4.11 «Tiger» и Mac OS 9.2.2 | Mac OS X 10.4.11 «Tiger» и Mac OS 9.2.2 | Mac OS X 10.4.11 «Tiger» и Mac OS 9.2.2 | Mac OS X 10.4.11 «Tiger» и Mac OS 9.2.2 |
| Вес                    | 5.9 фунтов (2.7 кг) | 5.9 фунтов (2.7 кг) | 5.9 фунтов (2.7 кг) | 5.9 фунтов (2.7 кг) |
| Размеры                | 1.35 x 12.7 x 10.2 дюймов (3.4 x 32.3 x 25.9 см) | 1.35 x 12.7 x 10.2 дюймов (3.4 x 32.3 x 25.9 см) | 1.35 x 12.7 x 10.2 дюймов (3.4 x 32.3 x 25.9 см) | 1.35 x 12.7 x 10.2 дюймов (3.4 x 32.3 x 25.9 см) |

## iBook G4 ("Snow")
23 октября 2003 года Apple добавила чип PowerPC G4 в дизайн iBook Snow, что окончательно положило конец использованию чипа PowerPC G3. Это — единственная модель Mac с процессором PowerPC G4, которая не поддерживает Mac OS 9 из коробки. На смену лотку для дисков пришел оптический привод с щелевой загрузкой. Ноутбук также имеет белый корпус, клавиатуру и пластиковый шарнир дисплея, как и предыдущая модель iBook G3 "Snow". Также, это — последний ноутбук iBook, выпущенный до того, как линейка MacBook заменила линейку iBook в 2006 году.

### Модельный ряд
| iBook G4                          | iBook G4 | iBook G4 | iBook G4 | iBook G4 |                                                                                           |
| Дата релиза                       | Октябрь 22, 2003 | Апрель 19, 2004                                                                                              | Октябрь 19, 2004                                                                                             | Июль 26, 2005                                                                                                |                                                                                           |
| --------------------------------- | --- | --- | --- | --- | ----------------------------------------------------------------------------------------- |
| Название модели                   | PowerBook 6,3 | PowerBook 6,5                                                                                                | PowerBook 6,5                                                                                                | PowerBook 6,7                                                                                                |                                                                                           |
| Номер модели                      | A1054 (12") A1055 (14") | A1054 (12") A1055 (14")                                                                                      | A1054 (12") A1055 (14")                                                                                      | A1133 (12") A1134 (14")                                                                                      |                                                                                           |
| Процессор                         | 800 MHz (12") 933 MHz or 1 GHz (14") PowerPC G4 (7455) | 1.07 GHz (12" and 14") 1.2 GHz (14") PowerPC G4 (7447A)                                                      | 1.2 GHz (12") 1.33 GHz (14") PowerPC G4 (7447A)                                                              | 1.33 GHz (12") 1.42 GHz (14") PowerPC G4 (7447A)                                                             |                                                                                           |
| Кэш                               | 64 KB L1, 256 KB L2 cache (1:1) | 64 KB L1, 512 KB L2 cache (1:1)                                                                              | 64 KB L1, 512 KB L2 cache (1:1)                                                                              | 64 KB L1, 512 KB L2 cache (1:1)                                                                              |                                                                                           |
| Частота шины                      | 133 MHz | 133 MHz | 133 MHz | 133 MHz (12") 142 MHz (14")                                                                                  |                                                                                           |
| Оперативная память                | 256 MB of 266 MHz PC2100 DDR SDRAM (128 распаяна на материнской плате) Расширяется до 1.12 GB | 256 MB of 266 MHz PC2100 DDR SDRAM (Распаяна на материнской плате) Расширяется до 1.25 GB                    | 256 MB of 266 MHz PC2100 DDR SDRAM (Распаяна на материнской плате) Расширяется до 1.25 GB                    | 512 MB of 333 MHz PC2700 DDR SDRAM (Распаяна на материнской плате) Расширяется до 1.5 GB                     |                                                                                           |
| Экран                             | 12.1" TFT XGA с активной матрицей, разрешение 1024×768 | 12.1" TFT XGA с активной матрицей, разрешение 1024×768                                                       | 12.1" TFT XGA с активной матрицей, разрешение 1024×768                                                       | 12.1" TFT XGA с активной матрицей, разрешение 1024×768                                                       |                                                                                           |
| Экран                             | 14.1" TFT XGA с активной матрицей, разрешение 1024×768 | | | |                                                                                           |
| Видеокарта                        | AGP 4x | AGP 4x | AGP 4x | AGP 4x |                                                                                           |
| Видеокарта                        | ATI Radeon 9200 с 32 MB SDRAM | ATI Radeon 9200 с 32 MB SDRAM                                                                                | ATI Radeon 9200 с 32 MB SDRAM                                                                                | ATI Radeon 9550 с 32 MB SDRAM                                                                                |                                                                                           |
| Жесткий диск                      | 30, 40, or 60 GB 4200-rpm | 30, 40, or 60 GB 4200-rpm                                                                                    | 30, 60, or 80 GB 4200-rpm                                                                                    | 40, 60, 80, or 100 GB 4200-rpm                                                                               |                                                                                           |
| Жесткий диск                      | Ultra/ATA 100 | | | |                                                                                           |
| Оптический привод                 | DVD-ROM/CD-RW Combo Drive | DVD-ROM/CD-RW Combo Drive Или опционально DVD±RW SuperDrive                                                  | DVD-ROM/CD-RW Combo Drive Или опционально DVD±RW SuperDrive                                                  | DVD-ROM/CD-RW Combo Drive (12") Или опционально DVD±RW SuperDrive DVD-RW SuperDrive (14")                    | DVD-ROM/CD-RW Combo Drive (12") Или опционально DVD±RW SuperDrive DVD-RW SuperDrive (14") |
| Беспроводная связь                | Опциональный AirPort Extreme 802.11b/g Встроенный Bluetooth 1.1 | Опциональный AirPort Extreme 802.11b/g Встроенный Bluetooth 1.1                                              | Встроенный AirPort Extreme 802.11b/g Встроенный Bluetooth1.1                                                 | Встроенный AirPort Extreme 802.11b/g Встроенный Bluetooth 2.0+EDR                                            |                                                                                           |
| Порты                             | 2x USB 2.0 1x FireWire 400 Аудио выход 3,5 джек 10/100BASE-T Ethernet 56k v.92 модем | 2x USB 2.0 1x FireWire 400 Аудио выход 3,5 джек 10/100BASE-T Ethernet 56k v.92 модем                         | 2x USB 2.0 1x FireWire 400 Аудио выход 3,5 джек 10/100BASE-T Ethernet 56k v.92 модем                         | 2x USB 2.0 1x FireWire 400 Аудио выход 3,5 джек 10/100BASE-T Ethernet 56k v.92 модем                         |                                                                                           |
| Видео выход                       | Mini-VGA (VGA, композитный и S-Video) через адаптер | Mini-VGA (VGA, композитный и S-Video) через адаптер                                                          | Mini-VGA (VGA, композитный и S-Video) через адаптер                                                          | Mini-VGA (VGA, композитный и S-Video) через адаптер                                                          |                                                                                           |
| Поставляемая операционная система | Mac OS X 10.3 “Panther” | Mac OS X 10.3 “Panther”                                                                                      | Mac OS X 10.3 “Panther”                                                                                      | Mac OS X 10.4 “Tiger”                                                                                        |                                                                                           |
| Максимальная операционная система | Mac OS X 10.4.11 "Tiger" (12") Неофициально возможно запустить Mac OS X 10.5 "Leopard" после апгрейда оперативной памяти Mac OS X 10.4.11 "Tiger" (14") Если установлено больше 512 МБ оперативной памяти - Mac OS X 10.5.8 "Leopard" | Mac OS X 10.4.11 "Tiger" (14") Если установлено больше 512 МБ оперативной памяти - Mac OS X 10.5.8 "Leopard" | Mac OS X 10.4.11 "Tiger" (14") Если установлено больше 512 МБ оперативной памяти - Mac OS X 10.5.8 "Leopard" | Mac OS X 10.5.8 "Leopard"                                                                                    | Mac OS X 10.5.8 "Leopard"                                                                 |
| Вес                               | 2.2 кг (12") / 4.9 фунт 2.7 кг (14") / 5.9 фунт | 2.2 кг (12") / 4.9 фунт 2.7 кг (14") / 5.9 фунт                                                              | 2.2 кг (12") / 4.9 фунт 2.7 кг (14") / 5.9 фунт                                                              | 2.2 кг (12") / 4.9 фунт 2.7 кг (14") / 5.9 фунт                                                              |                                                                                           |
| Размеры                           | 3.4 x 28.4 x 23.1 см (12") / 1.35 x 11.2 x 9.1 дюймов 3.4 x 32.3 x 25.9 см (14") / 1.35 x 12.7 x 10.2 дюймов | 3.4 x 28.4 x 23.1 см (12") / 1.35 x 11.2 x 9.1 дюймов 3.4 x 32.3 x 25.9 см (14") / 1.35 x 12.7 x 10.2 дюймов | 3.4 x 28.4 x 23.1 см (12") / 1.35 x 11.2 x 9.1 дюймов 3.4 x 32.3 x 25.9 см (14") / 1.35 x 12.7 x 10.2 дюймов | 3.4 x 28.4 x 23.1 см (12") / 1.35 x 11.2 x 9.1 дюймов 3.4 x 32.3 x 25.9 см (14") / 1.35 x 12.7 x 10.2 дюймов |                                                                                           |